# Instagram
Instagram este un serviciu de partajare de fotografii și videoclipuri, de tip rețea socială, deținut de Meta Platforms. Permite utilizatorilor să încarce conținut media care poate fi editat cu filtre, organizat prin hashtag-uri și asociat cu o locație prin etichetare geografică. Postările pot fi distribuite public sau doar cu urmăritori aprobați în prealabil. Utilizatorii pot naviga prin conținutul altor utilizatori pe baza etichetelor și locațiilor, vizualiza conținutul popular, aprecia fotografiile și urmări alți utilizatori pentru a adăuga conținutul acestora la fluxul lor personal. Platforma, operată de Meta și centrată pe imagini, este disponibilă pe IOS, Android, Windows 10 și pe web. Utilizatorii pot face fotografii, le pot edita folosind filtre și alte instrumente integrate, apoi le pot distribui pe alte platforme de social media, cum ar fi Facebook. Instagram suportă 32 de limbi, inclusiv Engleză, Hindi, Spaniolă, Franceză, Coreeanăși Japoneză.
Inițial, Instagram se remarca prin faptul că permitea doar postarea de conținut în format pătrat (aspect ratio 1:1) de 640 de pixeli, pentru a se potrivi cu lățimea afișajului IPhone-ului de la acea vreme. În 2015, această restricție a fost eliminată, crescându-se rezoluția la 1080 de pixeli. De asemenea, au fost adăugate funcționalități de mesagerie, posibilitatea de a include mai multe imagini sau videoclipuri într-o singură postare și o funcție de tip Stories, similară cu cea a principalului său competitor, Snapchat, care permite utilizatorilor să posteze conținut într-un flux secvențial, fiecare postare fiind accesibilă pentru ceilalți timp de 24 de ore. În ianuarie 2019, funcția Stories era utilizată zilnic de 500 de milioane de persoane.
Lansat inițial pentru iOS în octombrie 2010 de Kevin Systrom și Mike Krieger, Instagram a câștigat rapid popularitate, având un milion de utilizatori înregistrați în primele două luni, 10 milioane în primul an și 1 miliard în iunie 2018. În aprilie 2012, Facebook Inc. a achiziționat serviciul pentru aproximativ 1 miliard USD în numerar și acțiuni. Versiunea pentru Android a fost lansată în aprilie 2012, urmată de o interfață limitată pentru desktop în noiembrie 2012, o aplicație pentru Fire OS în iunie 2014 și o aplicație pentru Windows 10 în octombrie 2016. Deși este adesea admirat pentru succesul și influența sa, Instagram a fost criticat pentru impactul negativ asupra sănătății mintale a adolescenților, pentru schimbările sale de politică și interfață, pentru cenzura sa presupusă și pentru conținutul ilegal sau nepotrivit încărcat de utilizatori.

## Istorie
Instagram a început dezvoltarea în San Francisco sub numele de Burbn, o aplicație mobilă de check-in creată de Kevin Systrom și Mike Krieger. Pe 5 martie 2010, Systrom a încheiat o rundă de finanțare inițială de 500.000 de dolari (echivalentul a 682.200 de dolari în 2023) cu Baseline Ventures și Andreessen Horowitz, în timp ce lucra la Burbn. Realizând că era prea similară cu Foursquare, au reorientat aplicația către partajarea de fotografii, care devenise o caracteristică populară printre utilizatorii săi. Au redenumit-o Instagram, un amestec între „instant camera” și „Telegram.”

### 2010–2011: Începuturile și finanțarea majoră
Josh Riedel s-a alăturat companiei în octombrie ca Manager de Comunitate, Shayne Sweeney s-a alăturat în noiembrie ca inginer, iar Jessica Zollman s-a alăturat în august 2011 ca Evanghelist al Comunității.
Prima postare pe Instagram a fost o fotografie a portului South Beach de la Pier 38, postată de Mike Krieger la ora 17:26 pe 16 iulie 2010. Pe 6 octombrie 2010, aplicația Instagram pentru iOS a fost lansată oficial prin App Store. În februarie 2011, s-a raportat că Instagram a strâns 7 milioane de dolari (echivalentul a 9.357.057 de dolari în 2023) în runda de finanțare Serie A de la diverși investitori, inclusiv Benchmark Capital, Jack Dorsey, Chris Sacca (prin fondul Capital) și Adam D'Angelo. Acordul a evaluat Instagram la aproximativ 20 de milioane de dolari. În aprilie 2012, Instagram a strâns 50 de milioane de dolari (echivalentul a 65.610.000 de dolari în 2023) de la fonduri de capital de risc, cu o evaluare de 500 de milioane de dolari (echivalentul a 656.100.000 de dolari în 2023). Joshua Kushner a fost al doilea cel mai mare investitor în runda de finanțare Serie B a Instagram, conducând firma sa de investiții, Thrive Capital, să-și dubleze câștigurile după vânzarea către Facebook.

### 2012–2014: Platforme suplimentare și achiziția de către Facebook
Pe 3 aprilie 2012, Instagram a lansat o versiune a aplicației sale pentru telefoanele Android, și a fost descărcată de peste un milion de ori în mai puțin de o zi. Aplicația Android a primit de atunci două actualizări semnificative: prima, în martie 2014, care a redus dimensiunea fișierului aplicației la jumătate și a adăugat îmbunătățiri de performanță; apoi, în aprilie 2017, pentru a adăuga un mod offline care permite utilizatorilor să vizualizeze și să interacționeze cu conținutul fără o conexiune la internet. La momentul anunțului, s-a raportat că 80% dintre cei 600 de milioane de utilizatori ai Instagram erau localizați în afara SUA, iar deși funcționalitatea menționată era deja activă la acel moment, Instagram a anunțat și intenția de a face mai multe funcții disponibile offline și că explorau o versiune pentru iOS.
Pe 9 aprilie 2012, Facebook, Inc. (acum Meta Platforms) a cumpărat Instagram pentru 1 miliard de dolari (echivalentul a 1.312.000.000 de dolari în 2023) în numerar și acțiuni, cu planul de a păstra compania sub management independent. Biroul de Concurență din Marea Britanie a aprobat tranzacția pe 14 august 2012, iar pe 22 august 2012, Comisia Federală pentru Comerț din SUA și-a încheiat investigația, permițând continuarea tranzacției. Pe 6 septembrie 2012, tranzacția între Instagram și Facebook s-a finalizat oficial cu un preț de achiziție de 300 de milioane de dolari în numerar și 23 de milioane de acțiuni.
Tranzacția s-a încheiat chiar înainte de oferta publică inițială programată a Facebook, conform CNN. Prețul tranzacției a fost comparat cu cei 35 de milioane de dolari pe care Yahoo! i-a plătit pentru Flickr în 2005. Mark Zuckerberg a declarat că Facebook era „dedicat să construiască și să dezvolte Instagram independent”. Conform Wired, tranzacția i-a adus lui Systrom 400 de milioane de dolari.
În noiembrie 2012, Instagram a lansat profile pe site, permițând oricui să vadă fluxurile de utilizatori printr-un browser web, dar cu funcționalitate limitată, precum și o selecție de insigne și butoane widget pentru a face legătura cu profilele.
De la lansarea aplicației, aceasta folosea tehnologia API a Foursquare pentru a oferi etichetarea locațiilor. În martie 2014, Instagram a început să testeze și să schimbe tehnologia pentru a folosi Facebook Places.

### 2015–2017: Reproiectare și aplicația Windows

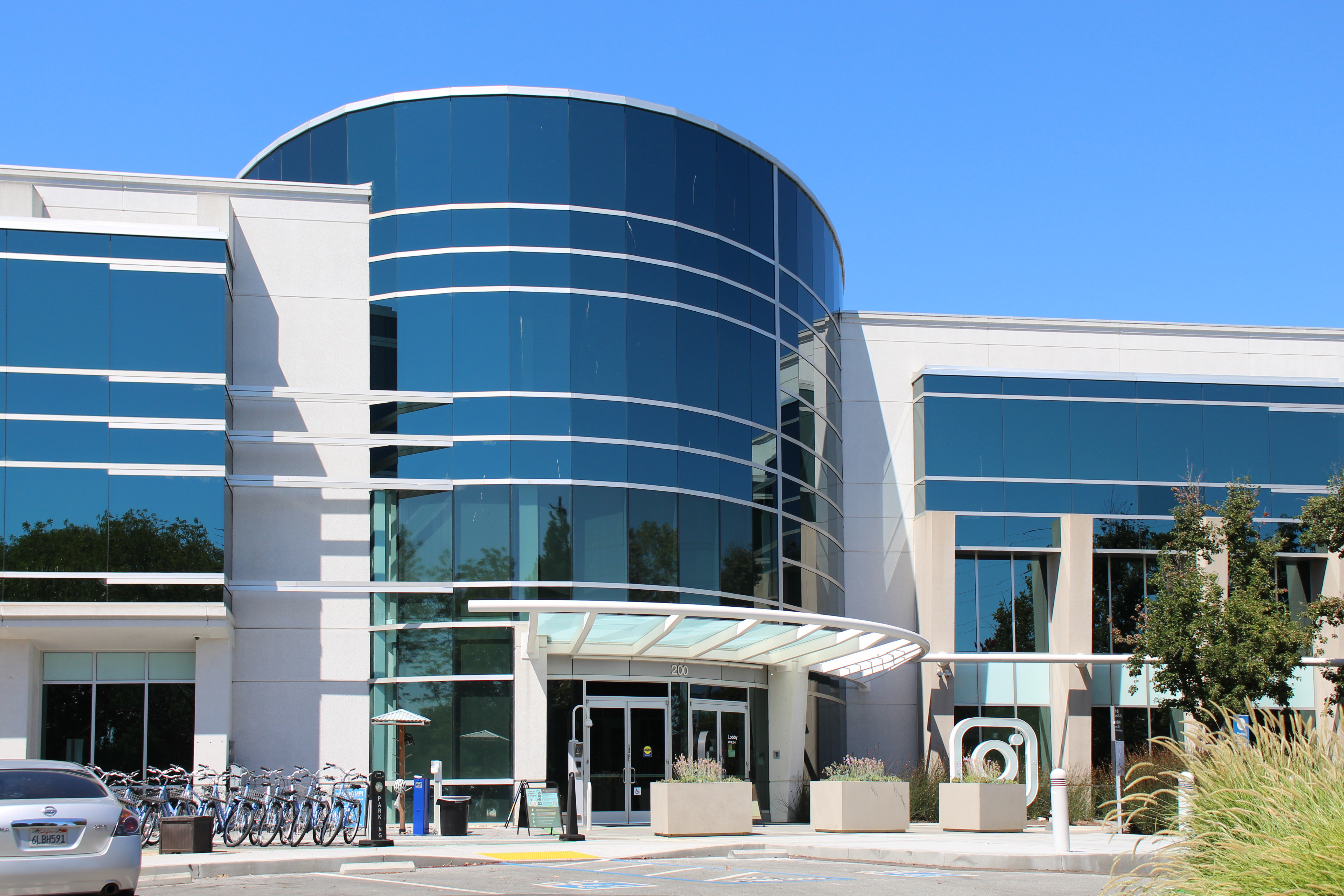
Sediul Instagram din Menlo Park.

În iunie 2015, interfața de utilizator a site-ului desktop a fost redesenată pentru a deveni mai plată și mai minimalistă, dar cu mai mult spațiu pe ecran pentru fiecare fotografie, având un aspect asemănător cu versiunea mobilă a site-ului Instagram. De asemenea, un rând de poze includea doar trei fotografii în loc de cinci, pentru a se potrivi cu aspectul versiunii mobile. Bannerul de tip slideshow din partea de sus a paginilor de profil, care prezenta simultan șapte imagini ale utilizatorului, schimbându-se la intervale de timp diferite, într-o ordine aleatorie, a fost eliminat. În plus, imaginile de profil, anterior pătrate, au devenit circulare.
În aprilie 2016, Instagram a lansat o aplicație pentru Windows 10 Mobile, după ani de cereri din partea Microsoft și a publicului de a lansa o aplicație pentru această platformă. Platforma avea anterior o versiune beta a Instagram, lansată pentru prima dată pe 21 noiembrie 2013, pentru Windows Phone 8. Noua aplicație a adăugat suport pentru videoclipuri (vizualizarea și crearea de postări sau povești, și vizualizarea transmisiunilor live), postări cu albume și mesaje directe. Similar, o aplicație pentru computere personale și tablete Windows 10 a fost lansată în octombrie 2016. În mai, Instagram și-a actualizat site-ul mobil pentru a permite utilizatorilor să încarce fotografii și a adăugat o versiune „ușoară” a tab-ului Explore.
Pe 11 mai 2016, Instagram și-a modificat designul, adăugând o temă de design plat, alb-negru, pentru interfața aplicației, și un icon mai puțin skeuomorfist, mai abstract, „modern” și colorat. Zvonurile despre o reproiectare au început să circule în aprilie, când The Verge a primit o captură de ecran de la un informator, însă la acel moment, un purtător de cuvânt Instagram a declarat că era doar un concept.
Pe 6 decembrie 2016, Instagram a introdus posibilitatea de a aprecia comentariile. Totuși, spre deosebire de aprecierile pentru postări, utilizatorul care a postat un comentariu nu primește notificări despre aprecierile la comentarii în inbox-ul de notificări. Cei care încarcă postări pot alege opțional să dezactiveze comentariile la o postare.
Site-ul mobil permite încărcarea fotografiilor începând cu 4 mai 2017, însă filtrele de imagini și posibilitatea de a încărca videoclipuri nu au fost introduse atunci.
Pe 30 aprilie 2019, aplicația pentru Windows 10 Mobile a fost întreruptă, deși site-ul mobil rămâne disponibil ca o aplicație web progresivă (PWA) cu funcționalitate limitată. Aplicația rămâne disponibilă pe computerele și tabletele cu Windows 10, fiind de asemenea actualizată la o PWA în 2020.

### 2018–2019: IGTV, eliminarea numarului de like-uri, modificări de management
Pentru a respecta reglementările GDPR privind portabilitatea datelor, Instagram a introdus în aprilie 2018 posibilitatea utilizatorilor de a descărca o arhivă a datelor lor de utilizator.
IGTV a fost lansat pe 20 iunie 2018 ca o aplicație video separată. Aplicația a fost închisă și eliminată din magazinele de aplicații în martie 2022, din cauza utilizării scăzute și a unei orientări către conținut video de formă scurtă.
Pe 24 septembrie 2018, Krieger și Systrom au anunțat într-o declarație că vor demisiona de la Instagram. Pe 1 octombrie 2018, a fost anunțat că Adam Mosseri va fi noul șef al Instagram.
În timpul conferinței Facebook F8, a fost anunțat că Instagram va testa, începând cu Canada, eliminarea afișării publice a numărului de "like"-uri pentru conținutul postat de alți utilizatori. Numărul de "like"-uri ar fi vizibil doar pentru utilizatorul care a postat inițial conținutul. Mosseri a declarat că această măsură urmărea ca utilizatorii „să se îngrijoreze mai puțin de câte aprecieri primesc pe Instagram și să petreacă mai mult timp conectându-se cu persoanele la care țin.” S-a argumentat că un număr mic de aprecieri în comparație cu alții ar putea contribui la o stimă de sine mai scăzută în rândul utilizatorilor. Testul a început în mai 2019 și a fost extins în alte șase piețe în iulie. Pilotul a fost extins la nivel mondial în noiembrie 2019. Tot în iulie 2019, Instagram a anunțat că va implementa noi funcții destinate reducerii hărțuirii și comentariilor negative pe platformă.
În august 2019, Instagram a început, de asemenea, să testeze eliminarea tab-ului „Following” din aplicație, care permitea utilizatorilor să vadă un flux cu aprecierile și comentariile făcute de cei pe care îi urmăreau. Schimbarea a devenit oficială în octombrie, cu șeful de produs Vishal Shah menționând că funcția era puțin utilizată și că unii utilizatori erau „surprinși” când își dădeau seama că activitatea lor era vizibilă în acest mod.
În octombrie 2019, Instagram a introdus o limită pentru numărul de postări vizibile în modul de derulare a paginii, cu excepția cazului în care utilizatorii erau autentificați. Până în acel moment, profilele publice erau disponibile pentru toți utilizatorii, chiar și fără autentificare. După această schimbare, după vizualizarea unui număr de postări, apare un pop-up care solicită utilizatorului să se autentifice pentru a continua să vadă conținutul.
În aceeași lună, Instagram a lansat o aplicație separată numită Threads. Similară cu Snapchat, aplicația le permitea utilizatorilor să comunice prin mesaje și apeluri video. Aceasta era integrată cu funcția „Prieteni apropiați” de pe Instagram, astfel încât utilizatorii puteau trimite imagini, fotografii și mesaje text privat altora și includea sistemul de editare a fotografiilor de pe Instagram în aplicație. Cu toate acestea, Instagram a întrerupt această versiune a Threads în decembrie 2021, în principal din cauza faptului că majoritatea funcțiilor sale au fost introduse în Instagram și din cauza utilizării scăzute în comparație cu alte aplicații de socializare. Threads nu a fost bine primit de baza de utilizatori a Instagram. De la lansare, doar aproximativ 220.000 de utilizatori la nivel global au descărcat aplicația, reprezentând mai puțin de 0,1% din utilizatorii activi lunar ai Instagram, ceea ce indică un eșec în adoptarea sa.

### 2020- Prezent
În martie 2020, Instagram a lansat o nouă funcție numită „Co-Watching”. Această funcție permite utilizatorilor să partajeze postări între ei în timpul apelurilor video. Potrivit Instagram, au grăbit lansarea funcției Co-Watching pentru a răspunde nevoii de conectare virtuală cu prietenii și familia din cauza distanțării sociale impuse de pandemia de COVID-19.
În august 2020, Instagram a început să se orienteze spre conținut video, introducând o nouă funcție numită „Reels”. Scopul era să concureze cu platforma de partajare video TikTok. În august 2020, Instagram a adăugat și postările sugerate. După ce utilizatorii parcurg postările din ultimele 48 de ore, Instagram afișează postări legate de interesele lor, de la conturi pe care nu le urmăresc.
În februarie 2021, Instagram a început să testeze o nouă funcție numită Vertical Stories, despre care unele surse au afirmat că ar fi inspirată de TikTok. În aceeași lună, au început să testeze și eliminarea opțiunii de a partaja postările din feed în Stories.
În martie 2021, Instagram a lansat o nouă funcție care permite ca patru persoane să fie în direct simultan. De asemenea, Instagram a anunțat că adulților nu li se va permite să trimită mesaje adolescenților care nu îi urmăresc, ca parte a unei serii de noi politici de siguranță pentru copii.
În mai 2021, Instagram a început să permită utilizatorilor din anumite regiuni să adauge pronume pe pagina de profil.
Pe 4 octombrie 2021, serviciile Meta au suferit cea mai mare întrerupere de la 2008, afectând Instagram, Facebook și WhatsApp. Experții în securitate au identificat problema ca fiind legată posibil de DNS.
Pe 17 martie 2022, Zuckerberg a confirmat planurile de a adăuga token-uri nefungibile (NFT) pe platformă.
În septembrie 2022, Comisia de Protecție a Datelor din Irlanda a amendat compania cu 402 milioane de dolari, conform noilor legi de confidențialitate adoptate de Uniunea Europeană, din cauza modului în care a gestionat datele minorilor.
După testarea funcției la mijlocul anului 2022, Instagram a introdus Notes în decembrie 2022. Această funcție permite utilizatorilor să partajeze actualizări sub formă de postări scurte de text, de până la 60 de caractere, cu anumite persoane, care pot răspunde prin mesaje.
În februarie 2023, Instagram a introdus o nouă funcție care permite utilizatorilor să navigheze și să posteze GIF-uri în comentarii. În aceeași lună, Zuckerberg a anunțat că Meta va începe să vândă badge-uri albastre „verificate” pe Instagram și Facebook.
Pe 5 iulie 2023, Meta a lansat Threads, o platformă de socializare conectată la Instagram, care le permite utilizatorilor să posteze scurte postări de tip blog, inclusiv text, fotografii și videoclipuri, și să converseze cu alți utilizatori și să redistribuie postările acestora. Threads își propune să concureze cu Twitter.
În decembrie 2023, Instagram a lansat un podcast intitulat „Close Friends Only”, care prezintă conversații între celebrități. Primul episod a avut ca invitați rapperii Ice Spice și Doja Cat. Episoadele următoare, din iunie și august 2024, au inclus pe Reneé Rapp, Rachel Sennott, Megan Thee Stallion și GloRilla.
În aprilie 2022, Instagram a început să testeze eliminarea posibilității de a vedea postările „recente” din diverse hashtag-uri. Această schimbare a devenit permanentă și generalizată un an mai târziu, iar hashtag-urile pot fi folosite doar pentru a vedea o selecție de conținut curat de la utilizatorii „top”. Aceste modificări sunt aparent o încercare de a împiedica răspândirea dezinformării, în timp ce Instagram a declarat în repetate rânduri că hashtag-urile nu ajută postările să obțină vizualizări.
În aprilie 2024, Instagram a anunțat că va începe să testeze noi instrumente „în câteva săptămâni” pentru a combate sextorcția, o formă de șantaj care implică fotografii intime trimise online.
Pe 2 august 2024, Turcia a blocat Instagram după ce platforma a șters postările utilizatorilor care ofereau condoleanțe pentru decesul liderului Hamas, Ismail Hanieh.

## Instrumente

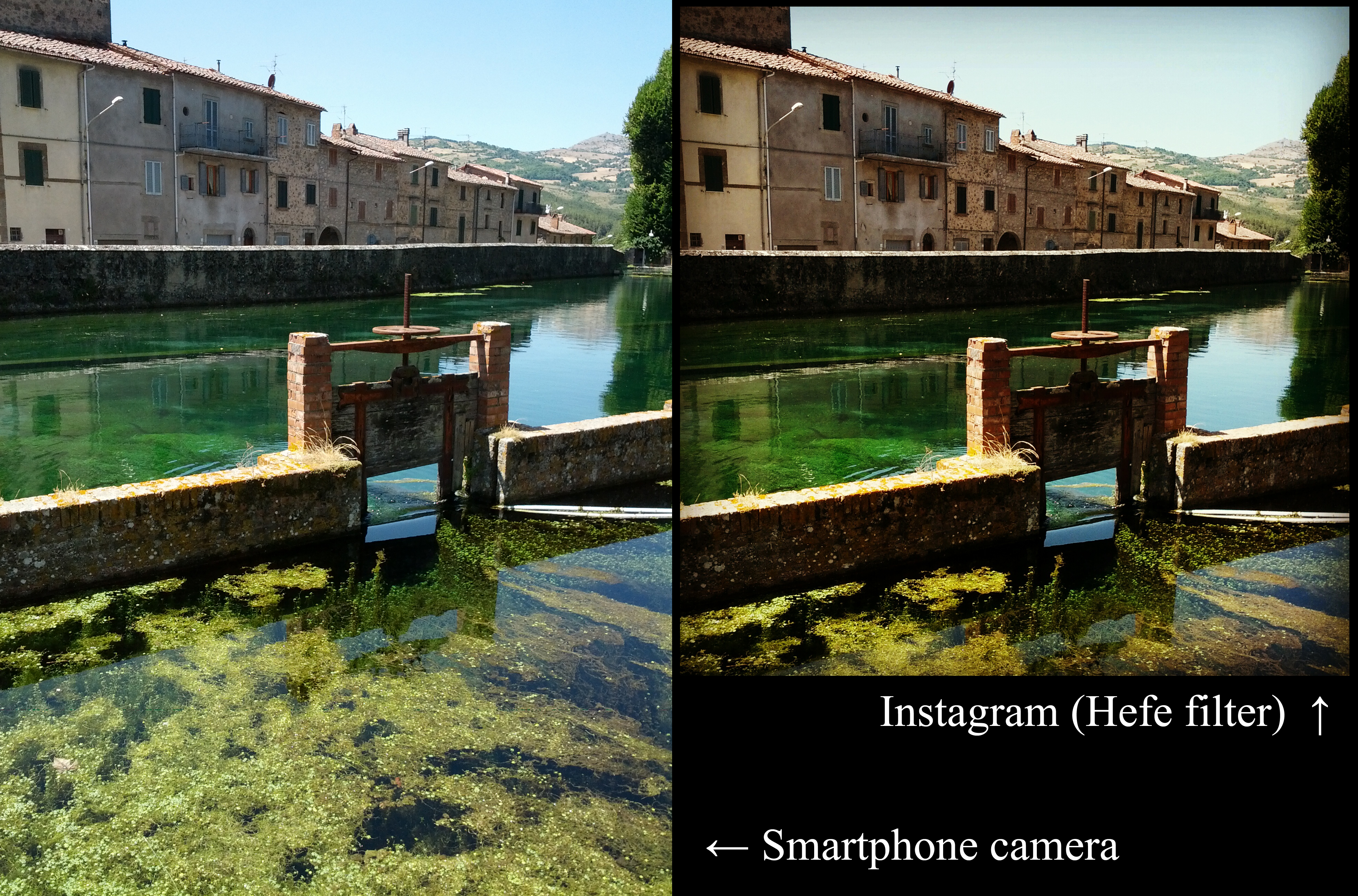
O fotografie originală (stânga) este decupată automat într-un format pătrat de către Instagram și are un filtru adăugat la alegerea utilizatorului (dreapta).

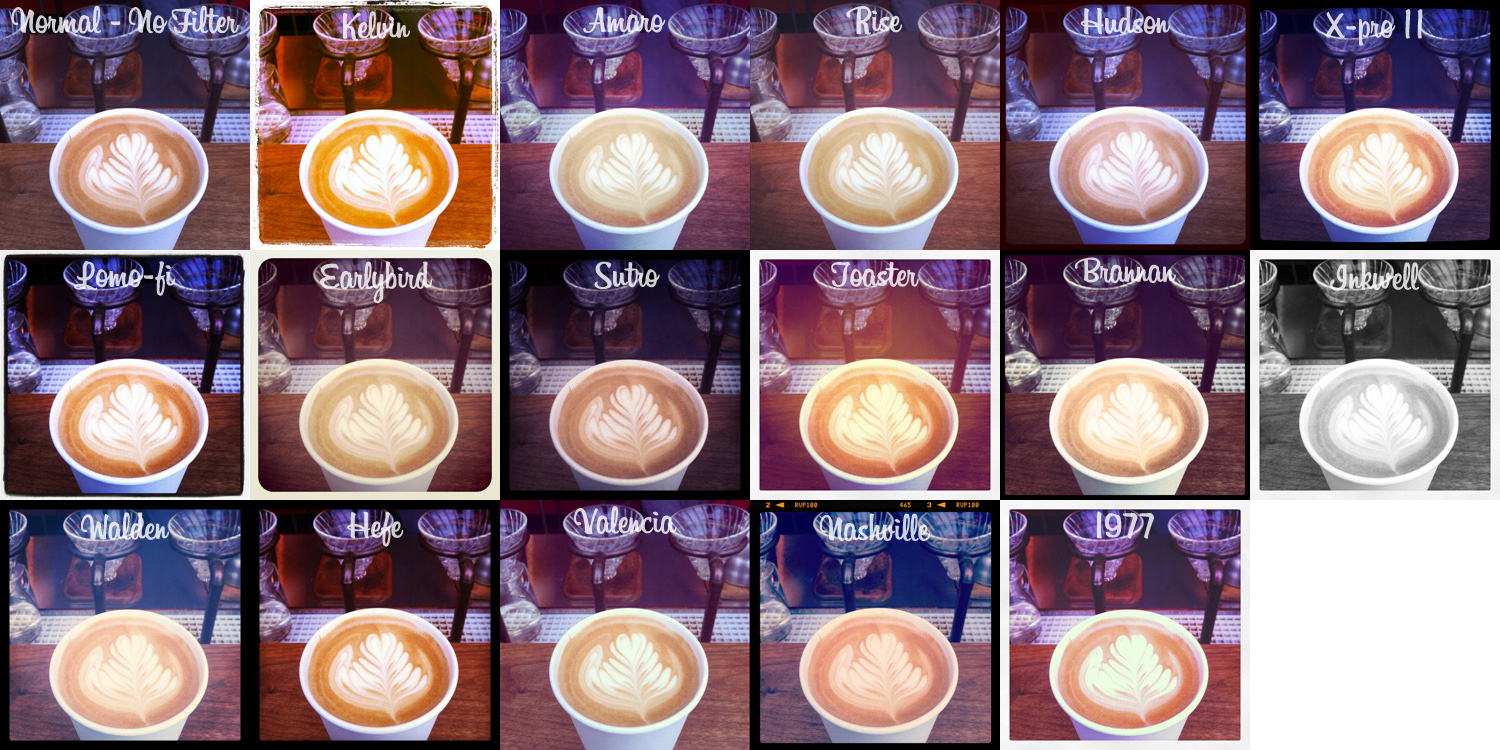
Un colaj foto al unei imagini neprocesate (sus stânga) modificată cu cele 16 filtre diferite disponibile pe Instagram în 2011.

Utilizatorii pot încărca fotografii și videoclipuri scurte, pot urmări fluxurile altor utilizatori și pot geoloca imagini cu numele unei locații. Utilizatorii pot seta contul lor ca „privat”, ceea ce le permite să aprobe orice cereri noi de urmărire. Utilizatorii pot conecta contul lor de Instagram la alte rețele sociale, permițându-le să împărtășească fotografiile încărcate pe acele site-uri. În septembrie 2011, o nouă versiune a aplicației a inclus filtre noi și live, tilt–shift instantaneu, fotografii de înaltă rezoluție, margini opționale, rotire cu un singur clic și o pictogramă actualizată. Fotografii au fost inițial restricționate la un raport de aspect pătrat, 1:1; din august 2015, aplicația suportă și formate de portret și widescreen. Utilizatorii puteau anterior să vizualizeze o hartă a fotografiilor geolocate ale unui utilizator. Funcția a fost eliminată în septembrie 2016, invocând utilizarea scăzută.
Din decembrie 2016, postările pot fi „salvate” într-o zonă privată a aplicației. Funcția a fost actualizată în aprilie 2017 pentru a permite utilizatorilor să organizeze postările salvate în colecții denumite. Utilizatorii pot, de asemenea, să „arhiveze” postările lor într-o zonă de stocare privată, nefiind vizibile pentru public și alți utilizatori. Această măsură a fost văzută ca un mod de a preveni utilizatorii să șteargă fotografii care nu obțin un număr dorit de „like-uri” sau sunt considerate plictisitoare, dar și ca o modalitate de a limita „comportamentul emergent” de ștergere a fotografiilor, care privează serviciul de conținut. În august, Instagram a anunțat că va începe să organizeze comentariile în fir, permițând utilizatorilor să interacționeze mai ușor cu răspunsurile.
Din februarie 2017, pot fi incluse până la zece fotografii sau videoclipuri într-o singură postare, cu conținutul apărând ca un carusel derulabil. Funcția a limitat inițial fotografiile la formatul pătrat, dar a primit o actualizare în august pentru a permite fotografii de portret și peisaj.
În aprilie 2018, Instagram a lansat versiunea sa de mod portret numită „mod de focalizare”, care estompează ușor fundalul unei fotografii sau videoclip și păstrează subiectul în focus atunci când este selectat. În noiembrie, Instagram a început să suporte text alternativ pentru a adăuga descrieri ale fotografiilor pentru persoanele cu deficiențe de vedere. Acestea sunt generate automat folosind recunoașterea obiectelor (folosind tehnologia existentă a Facebook) sau specificate manual de către încărcător.
Pe 1 martie 2021, Instagram a lansat o nouă funcție numită Instagram Live Rooms, care permite patru persoane să fie live împreună.
În mai 2021, Instagram a anunțat o nouă funcție de accesibilitate pentru videoclipuri pe Instagram Reels și Stories pentru a permite creatorilor să adauge subtitrări închise pe conținutul lor.

### Hashtag-uri
În ianuarie 2011, Instagram a introdus hashtag-uri pentru a ajuta utilizatorii să descopere atât fotografii, cât și alți utilizatori. Instagram încurajează utilizatorii să facă tag-uri atât de specifice, cât și relevante, mai degrabă decât să eticheteze cuvinte generice precum „fotografie”, pentru a face fotografiile să iasă în evidență și pentru a atrage utilizatori de Instagram cu mentalitate similară.
Utilizatorii de pe Instagram au creat „tendințe” prin intermediul hashtag-urilor. Tendințele considerate cele mai populare pe platformă evidențiază adesea o zi specifică a săptămânii în care să fie postat materialul. Exemple de tendințe populare includ #SelfieSunday, în care utilizatorii postează o fotografie cu fețele lor duminica; #MotivationMonday, în care utilizatorii postează fotografii motivaționale lunea; #TransformationTuesday, în care utilizatorii postează fotografii care evidențiază diferențele dintre trecut și prezent; #WomanCrushWednesday, în care utilizatorii postează fotografii cu femei de care au o atracție romantică sau pe care le apreciază, precum și omologul său #ManCrushMonday centrat pe bărbați; și #ThrowbackThursday, în care utilizatorii postează o fotografie din trecutul lor, evidențiind un moment specific.
În decembrie 2017, Instagram a început să permită utilizatorilor să urmărească hashtag-uri, care afișează evidențele relevante ale subiectului în fluxurile lor. Capacitatea de a căuta hashtag-uri „Recente” a fost dezactivată temporar în timpul alegerilor din SUA din 2020, pentru a preveni răspândirea dezinformării. În 2022, aceasta a fost testată din nou pe unii utilizatori, iar în aprilie 2023, capacitatea de a căuta hashtag-uri recente a fost eliminată complet. Acum, utilizatorii pot vedea doar o selecție curată de postări „populare” care folosesc un anumit hashtag. Instagram a declarat că aceasta este pentru a preveni abuzurile și pentru ca hashtag-urile să nu ajute utilizatorii să obțină vizualizări, dar s-a observat că utilizarea hashtag-urilor este singura metodă gratuită prin care un utilizator poate ajunge la mai mulți utilizatori dincolo de urmăritorii existenți.

### Funcția explore
În iunie 2012, Instagram a introdus „Explore”, un tab în cadrul aplicației care afișează fotografii populare, fotografii realizate în locații din apropiere și funcția de căutare. Tab-ul a fost actualizat în iunie 2015 pentru a include tag-uri și locuri populare, conținut curat și capacitatea de a căuta locații. În aprilie 2016, Instagram a adăugat un canal „Videoclipuri pe care s-ar putea să le placă” în tab, urmat de un canal „Evenimente” în luna august, care include videoclipuri de la concerte, meciuri sportive și alte evenimente live, urmat de adăugarea Instagram Stories în octombrie. Tab-ul a fost extins din nou în noiembrie 2016, după lansarea Instagram Live, pentru a afișa o pagină curată algoritmic cu cele mai bune videoclipuri Instagram Live care erau difuzate în acel moment. În mai 2017, Instagram a actualizat din nou tab-ul Explore pentru a promova conținutul public al Stories din locuri apropiate.

### Filtre foto
Instagram oferă o serie de filtre foto pe care utilizatorii le pot aplica imaginilor lor. În februarie 2012, Instagram a adăugat un filtru „Lux”, un efect care „luminează umbrele, întunecă luminozitățile și crește contrastul”. În decembrie 2014, Slumber, Crema, Ludwig, Aden și Perpetua au fost cinci filtre noi adăugate la familia de filtre Instagram.

### Video
Inițial un serviciu pur de partajare a fotografiilor, Instagram a încorporat partajarea de videoclipuri de 15 secunde în iunie 2013. Această adăugare a fost văzută de unii din media tehnologică ca fiind o încercare a Facebook de a concura cu aplicația de partajare a videoclipurilor populară de atunci, Vine. În august 2015, Instagram a adăugat suport pentru videoclipuri widescreen. În martie 2016, Instagram a crescut limita de 15 secunde pentru videoclipuri la un minut. Albumele au fost introduse în februarie 2017, permițând partajarea a până la 10 minute de videoclipuri într-o singură postare.

### IGTV
IGTV a fost o aplicație de videoclipuri verticale lansată de Instagram în iunie 2018. Funcționalitatea de bază este disponibilă și în cadrul aplicației și site-ului Instagram. IGTV permite încărcarea de videoclipuri de până la 10 minute lungime, cu o dimensiune a fișierului de până la 650 MB, utilizatorii verificați și cei populari având permisiunea de a încărca videoclipuri de până la o oră lungime, cu o dimensiune a fișierului de până la 5,4 GB. Aplicația începe automat redarea videoclipurilor imediat ce este lansată, ceea ce CEO-ul Kevin Systrom a comparat cu gazdele de videoclipuri, unde trebuie mai întâi să găsești un videoclip. În martie 2022, aplicația a fost închisă.

### Reels
În noiembrie 2019, s-a raportat că Instagram a început să testeze o nouă funcție video cunoscută sub numele de „Reels” în Brazilia, extinzându-se ulterior în Franța și Germania. Aceasta este similară din punct de vedere funcțional cu serviciul chinezesc de partajare a videoclipurilor TikTok, având ca scop permiterea utilizatorilor să înregistreze videoclipuri scurte setate pe clipuri audio preexistente din alte postări. Utilizatorii puteau crea videoclipuri de până la 15 secunde (ulterior 30 de secunde) folosind această funcție. Reels se integrează, de asemenea, cu filtrele și instrumentele de editare existente pe Instagram.
În iulie 2020, Instagram a lansat Reels în India, după ce TikTok a fost interzis în țară. Luna următoare, Reels a fost lansat oficial în 50 de țări, inclusiv Statele Unite, Canada și Regatul Unit. Instagram a introdus un buton pentru Reels pe pagina de start.
Pe 17 iunie 2021, Instagram a lansat reclame cu ecran complet în Reels. Reclamele sunt similare cu Reels-urile obișnuite și pot dura până la 30 de secunde. Acestea se disting de conținutul obișnuit prin eticheta „sponsorizat” de sub numele contului.
În ciuda „TikTokificării” Reels și a cheltuielilor de milioane ale companiei mamă Meta pentru a atrage creatorii de conținut, angajamentul utilizatorilor a continuat să rămână mult în urma TikTok-ului începând cu 2022.

### Instagram direct
În decembrie 2013, Instagram a anunțat Instagram Direct, o funcție care le permite utilizatorilor să interacționeze prin mesaje private (denumite colocvial „DM” sau „DMs”; în unele regiuni, mesajele pot fi cunoscute pur și simplu ca „direct”/„directs”). Utilizatorii care se urmăresc reciproc pot trimite mesaje private cu fotografii și videoclipuri, spre deosebire de cerința anterioară de a fi publice. Când utilizatorii primesc un mesaj privat de la cineva pe care nu îl urmăresc, mesajul este marcat ca fiind în așteptare, iar utilizatorul trebuie să accepte pentru a-l vizualiza. Utilizatorii pot trimite o fotografie unui maxim de 15 persoane. Funcția a primit o actualizare majoră în septembrie 2015, adăugând firul de conversație și făcând posibilă partajarea locațiilor, paginilor cu hashtag-uri și profilurilor prin mesaje private direct din fluxul de știri. În plus, utilizatorii pot acum să răspundă la mesajele private cu text, emoji sau făcând clic pe o pictogramă cu inimă. O cameră în interiorul Direct permite utilizatorilor să facă o fotografie și să o trimită destinatarului fără a părăsi conversația. O nouă actualizare din noiembrie 2016 le-a permis utilizatorilor să facă mesajele private „să dispară” după ce au fost vizualizate de către destinatar, expeditorul primind o notificare dacă destinatarul face o captură de ecran.
În aprilie 2017, Instagram a redesenat Direct pentru a combina toate mesajele private, atât permanente, cât și efemere, în aceleași firuri de mesaje. În mai, Instagram a făcut posibilă trimiterea de linkuri către site-uri în mesaje și a adăugat, de asemenea, suport pentru trimiterea fotografiilor în orientarea lor originală de portret sau peisaj fără a le decupa.
În aprilie 2020, Direct a devenit accesibil de pe site-ul Instagram, permițând utilizatorilor să trimită mesaje directe dintr-o versiune web utilizând tehnologia WebSocket.
În august 2020, Facebook a început să fuzioneze Instagram Direct cu Facebook Messenger. După actualizare (care este desfășurată pentru un segment al bazei de utilizatori), pictograma Instagram Direct se transformă în pictograma Facebook Messenger.
În martie 2021, a fost adăugată o funcție care împiedică adulții să trimită mesaje utilizatorilor sub 18 ani care nu îi urmăresc, ca parte a unei serii de noi politici de siguranță pentru copii.
În august 2023, Instagram a introdus noi ajustări pentru a proteja confidențialitatea utilizatorilor și a preveni hărțuirea și spamul. Utilizatorii pot acum să primească doar un mesaj direct de la conturi pe care nu le urmăresc și trebuie să aprobe cererea de mesaj înainte ca alte mesaje să poată fi trimise. Această setare poate fi modificată pentru a permite mesaje nelimitate de la alte conturi pe care utilizatorul nu le urmărește.
În septembrie 2024, Instagram a adăugat un editor de autocolante care permite utilizatorilor să decupeze elemente din fotografii și să le trimită privat. De asemenea, a fost activată adăugarea de autocolante și scrierea pe fotografii.

### Funcția Instagram Stories
În august 2016, Instagram a lansat Instagram Stories, o funcție care le permite utilizatorilor să facă fotografii, să adauge efecte și straturi și să le includă în povestea lor Instagram. Imaginile încărcate în povestea unui utilizator expiră după 24 de ore. Media a observat asemănările funcției cu Snapchat. Ca răspuns la criticile că a copiat funcționalitatea de la Snapchat, CEO-ul Kevin Systrom a declarat pentru Recode că „De la prima zi: Instagram a fost o combinație de Hipstamatic, Twitter și câteva lucruri de la Facebook, cum ar fi butonul 'Like'. Poți urmări rădăcinile fiecărei funcții pe care cineva o are în aplicația lor, undeva în istoria tehnologiei.” Deși Systrom a recunoscut că criticile sunt „corecte”, Recode a scris că „a comparat caracteristicile comune ale celor două aplicații sociale cu industria auto: Mai multe companii auto pot coexista, având suficiente diferențe între ele pentru a servi audiențe consumatoare diferite.” Systrom a adăugat că „Când am adoptat [Stories], am decis că unul dintre lucrurile cu adevărat enervante legate de format este că continua fără oprire și nu puteai să-l pui pe pauză pentru a te uita la ceva, nu puteai să derulezi înapoi. Am făcut toate acestea, le-am implementat.” De asemenea, a spus publicației că Snapchat „nu avea filtre, inițial. Au adoptat filtrele pentru că Instagram avea filtre și mulți alții încercau să adopte filtrele de asemenea.”
În noiembrie, Instagram a adăugat funcționalitatea de video live în Instagram Stories, permițând utilizatorilor să se transmită live, cu videoclipul dispărând imediat după ce s-a încheiat.
În ianuarie 2017, Instagram a lansat reclame sărite, unde reclame foto de cinci secunde și reclame video de 15 secunde apar între diferite povești.
În aprilie 2017, Instagram Stories a încorporat autocolante de realitate augmentată, un „clon” al funcționalității Snapchat.
În mai 2017, Instagram a extins funcția de autocolante de realitate augmentată pentru a suporta filtre de față, permițând utilizatorilor să adauge caracteristici vizuale specifice pe fețele lor.
Mai târziu în mai, TechCrunch a raportat despre teste ale unei funcții Location Stories în Instagram Stories, unde conținutul public al poveștilor dintr-o anumită locație este compilat și afișat pe pagina Instagram a unei afaceri, monument sau loc. Câteva zile mai târziu, Instagram a anunțat „Story Search”, prin care utilizatorii pot căuta locații geografice sau hashtag-uri, iar aplicația afișează conținut relevant de povești publice care conțin termenul căutat.
În iunie 2017, Instagram a revizuit funcționalitatea de video live pentru a permite utilizatorilor să adauge transmisia lor live în poveste pentru a fi disponibilă în următoarele 24 de ore sau să abandoneze transmisia imediat. În iulie, Instagram a început să permită utilizatorilor să răspundă la conținutul Stories trimițând fotografii și videoclipuri, completate cu efecte Instagram, cum ar fi filtre, autocolante și hashtag-uri.
Poveștile au fost făcute disponibile pentru vizionare pe site-urile mobile și desktop ale Instagram la sfârșitul lunii august 2017.
Pe 5 decembrie 2017, Instagram a introdus „Story Highlights”, cunoscute și sub numele de „Povești permanente”, care sunt similare cu Instagram Stories, dar nu expiră. Ele apar ca cercuri sub fotografia de profil și biografie și sunt accesibile și de pe site-ul desktop.
În iunie 2018, utilizatorii activi zilnic ai poveștilor Instagram au atins 400 de milioane, iar utilizatorii activi lunar au atins 1 miliard.

### Insigne verificate pe Instagram
Instagram a introdus funcția de verificare, cunoscută sub numele de insigna albastră de verificare, în decembrie 2014. Această funcție permite utilizatorilor să-și verifice conturile pentru a confirma autenticitatea acestora. Instagram a început să permită utilizatorilor să ceară verificarea conturilor lor în august 2018. Aceasta a marcat o schimbare semnificativă față de sistemul anterior, unde verificarea era, de obicei, inițiată de Instagram însuși pentru conturile pe care le considera de interes public sau de mare profil. Odată cu introducerea acestei funcții, utilizatorii eligibili puteau aplica pentru verificare direct prin aplicația Instagram.
Insigna albastră de verificare Instagram este un simbol afișat lângă numele unui cont pentru a semnifica faptul că acel cont este autentic, credibil și aparține unei persoane publice, celebrități, brand sau entitate de interes public semnificativ. Aceasta ajută utilizatorii să identifice cu ușurință conturile legitime în mijlocul numărului mare de profiluri de pe platformă. Insigna apare ca un semn de bifare albastru situat lângă numele de utilizator al contului în rezultatele căutării, pe paginile de profil și în comentarii. Obținerea insignei albastre de verificare necesită, de obicei, îndeplinirea unor criterii stabilite de Instagram, cum ar fi să fii notabil, autentic, unic, complet și să respecți termenii de utilizare și liniile directoare ale comunității platformei. Instagram verifică conturile pe baza propriei discreții, iar nu toate conturile care îndeplinesc criteriile pot fi verificate. Utilizatorii pot aplica pentru verificare prin setările Instagram, dar decizia de a acorda verificarea revine în cele din urmă echipei Instagram. Meta (fosta Facebook) a lansat verificarea plătită pe Instagram în 2021. Aceasta a permis utilizatorilor Instagram eligibili să ceară verificarea conturilor lor prin plata unei taxe, în loc să se bazeze exclusiv pe îndeplinirea criteriilor tradiționale de verificare ale platformei.

### Publicitate
Emily White s-a alăturat Instagram ca Director de Operațiuni Comerciale în aprilie 2013. Într-un interviu acordat The Wall Street Journal în septembrie 2013, ea a afirmat că compania ar trebui să fie pregătită să înceapă vânzarea de publicitate până în septembrie 2014, ca o modalitate de a genera venituri dintr-o entitate populară care încă nu adusese profit pentru compania mamă. White a părăsit Instagram în decembrie 2013 pentru a se alătura Snapchat.
În august 2014, James Quarles a devenit Șef Global al Afacerilor și Dezvoltării Brandului la Instagram, având sarcina de a supraveghea publicitatea, eforturile de vânzări și dezvoltarea de noi „produse de monetizare”, conform unui purtător de cuvânt.
În octombrie 2013, Instagram a anunțat că reclamele video și cele imagistice vor apărea în curând în feedurile utilizatorilor din Statele Unite, cu primele reclame imagistice afișate pe 1 noiembrie 2013. Reclamele video au urmat aproape un an mai târziu, pe 30 octombrie 2014. În iunie 2014, Instagram a anunțat lansarea reclamelor în Regatul Unit, Canada și Australia, cu reclamele începând să fie distribuite în toamna acelui an.
În martie 2015, Instagram a anunțat că va implementa „reclame carusel”, permițând advertiserilor să afișeze mai multe imagini cu opțiuni de legare la conținut suplimentar. Compania a lansat reclamele imagistice carusel în octombrie 2015 și reclamele video carusel în martie 2016.
În februarie 2016, Instagram a anunțat că are 200.000 de advertori pe platformă. Acest număr a crescut la 500.000 până în septembrie 2016 și la 1 milion în martie 2017.
În mai 2016, Instagram a lansat noi instrumente pentru conturile de afaceri, inclusiv profiluri de afaceri, analize și capacitatea de a promova postări ca reclame. Pentru a accesa instrumentele, afacerile trebuiau să leagă o pagină corespunzătoare de Facebook. Noua pagină de analize, cunoscută sub numele de Instagram Insights, le permitea conturilor de afaceri să vizualizeze cele mai bune postări, acoperirea, impresiile, implicarea și datele demografice. Insights a fost lansat mai întâi în Statele Unite, Australia și Noua Zeelandă, extinzându-se apoi în restul lumii la sfârșitul anului 2016.
În noiembrie 2018, Instagram a adăugat capacitatea conturilor de afaceri de a adăuga linkuri către produse care direcționează utilizatorii către o pagină de achiziție sau de a le salva într-o „listă de cumpărături”. În aprilie 2019, Instagram a adăugat opțiunea „Checkout on Instagram”, care permite comercianților să vândă produse direct prin aplicația Instagram.
În martie 2020, printr-o postare pe blog, Instagram a anunțat că face modificări majore de moderare pentru a reduce fluxul de dezinformare, știri false și hoaxuri legate de COVID-19 pe platforma sa, afirmând: „Vom elimina conturile COVID-19 din recomandările de conturi și lucrăm pentru a elimina unele conținuturi legate de COVID-19 din Explore, cu excepția cazului în care sunt postate de o organizație de sănătate credibilă. De asemenea, vom începe să clasificăm conținutul din feed și Stories care a fost evaluat ca fals de către verificatori de fapte terți.”
În iunie 2021, Instagram a lansat un instrument de marketing afiliat nativ pe care creatorii îl pot folosi pentru a câștiga comisioane pe baza vânzărilor. Postările cu comision activat sunt etichetate ca „Eligibile pentru Comision” pe partea utilizatorului pentru a le identifica ca postări afiliate. Partenerii de lansare au inclus Sephora, MAC și Kopari.

### Aplicații de sine stătătoare
Instagram a dezvoltat și lansat trei aplicații independente cu funcționalități specializate. În iulie 2014, a lansat Bolt, o aplicație de mesagerie în care utilizatorii fac clic pe fotografia de profil a unui prieten pentru a trimite rapid o imagine, conținutul dispărând după ce a fost vizionat. A fost urmată de lansarea Hyperlapse în august, o aplicație exclusivă pentru iOS care folosește „procesare algoritmică inteligentă” pentru a crea cadre de urmărire și videoclipuri rapide în timelapse. Microsoft a lansat o aplicație Hyperlapse pentru Android și Windows în mai 2015, dar până în prezent nu există o aplicație oficială Hyperlapse de la Instagram pentru aceste platforme. În octombrie 2015, a lansat Boomerang, o aplicație video care combină fotografiile în videoclipuri scurte de un secundă care se redau înapoi și înainte într-un loop.

### Servicii Third-Party
Popularitatea Instagram a dus la o varietate de servicii terțe concepute pentru a se integra cu acesta, inclusiv servicii pentru crearea de conținut de postat pe platformă și generarea de conținut din fotografiile Instagram (inclusiv printuri fizice), analize și clienți alternativi pentru platforme cu suport oficial insuficient sau inexistent din partea Instagram (cum ar fi în trecut, IPad-urile).
În noiembrie 2015, Instagram a anunțat că, începând cu 1 iunie 2016, va încheia accesul API „feed” la platforma sa pentru a „menține controlul pentru comunitate și a oferi o foaie de parcurs clară pentru dezvoltatori” și a „stabili un mediu mai sustenabil construit în jurul experiențelor autentice pe platformă”, inclusiv cele orientate spre crearea de conținut, edituri și anunțuri. În plus, clienții terți au fost interziși să folosească șirurile de text „insta” sau „gram” în numele lor. S-a raportat că aceste schimbări au fost în principal menite să descurajeze clienții terți care replicau întreaga experiență Instagram (din cauza monetizării crescânde a serviciului) și din motive de securitate (cum ar fi prevenirea abuzurilor din partea fermelor de click automatizate și deturnarea conturilor). După scandalul Cambridge Analytica, Instagram a început să impună restricții suplimentare asupra API-ului său în 2018.
Serviciile terțe pot fi folosite pentru a naviga nelimitat pe profilurile publice Instagram fără a fi nevoie să creezi un cont, precum și pentru a naviga anonim prin Stories ale altor utilizatori. Stories sunt mai autentice decât fotografiile tipice postate ca postări, deoarece utilizatorii știu că în 24 de ore Stories lor vor dispărea dacă nu le adaugă ca evidențiate (totuși, utilizatorii pot verifica cine a văzut Story-ul lor timp de 48 de ore după ce a fost publicat). Din acest motiv, ele sunt foarte valoroase pentru cercetarea de piață.

### Modificări de algoritm și design
În aprilie 2016, Instagram a început să implementeze o modificare a ordinii fotografiilor vizibile în cronologia unui utilizator, trecând de la un sistem strict cronologic la unul determinat de un algoritm. Instagram a spus că algoritmul a fost conceput astfel încât utilizatorii să vadă mai multe fotografii ale utilizatorilor pe care îi apreciază, dar a existat un feedback negativ semnificativ, mulți utilizatori cerându-le urmăritorilor să activeze notificările pentru postări pentru a se asigura că văd actualizările. Compania a scris un tweet utilizatorilor supărați de perspectiva schimbării, dar nu s-a dat înapoi și nu a oferit o modalitate de a reveni la sistemul anterior, pe care l-a reafirmat în 2020. Totuși, în decembrie 2021, Adam Mosseri, într-o audiere în Senat pe probleme de siguranță a copiilor, a declarat că compania dezvoltă o versiune a feed-ului care ar arăta postările utilizatorilor în ordine cronologică. El a clarificat ulterior că compania va introduce două moduri: un feed clasic cronologic și o versiune care le va permite utilizatorilor să aleagă utilizatori „favoriți” a căror postări vor fi afișate în vârful feed-ului în ordine cronologică, în timp ce alte postări vor fi amestecate mai jos.
Din 2017, Instagram a implementat capacitatea de a reduce vizibilitatea conturilor („shadowbanning”) pe care le consideră că generează angajamente neautentice și spam (inclusiv utilizarea excesivă a hashtag-urilor inutile), împiedicând postările să apară în rezultatele căutării și în secțiunea Explore a aplicației. Într-o postare acum ștearsă pe Facebook, Instagram a scris că „Atunci când dezvoltați conținut, recomandăm să vă concentrați pe obiectivul sau scopul dvs. de afaceri mai degrabă decât pe hashtag-uri”. De atunci, Instagram a fost acuzat că extinde practica de a cenzura postări în circumstanțe vagi și inconsistente, în special în ceea ce privește materialul sugestiv sexual.
Instagram a provocat indignare în rândul utilizatorilor cu actualizarea din decembrie 2018. Aceștia au observat o încercare de a schimba fluxul feed-ului de la derularea verticală tradițională pentru a emula și a profita de popularitatea Instagram Stories, trecând la derularea orizontală prin glisarea spre stânga. Au fost emise diverse declarații de retractare explicând-o ca pe un bug sau ca pe o lansare de test care fusese accidental desfășurată pentru un public prea mare.
În noiembrie 2020, Instagram a înlocuit tab-ul activităților cu un nou tab „Shop”, mutând feed-ul de activitate în partea de sus. De asemenea, butonul „postare nouă” a fost relocat în partea de sus și înlocuit cu un tab pentru Reels. Compania afirmă că „tab-ul Shop îți oferă o modalitate mai bună de a te conecta cu mărci și creatori și de a descoperi produse pe care le iubești”, iar tab-ul Reels „facilitează descoperirea de videoclipuri scurte și amuzante de la creatori din întreaga lume și de la oameni ca tine.” Cu toate acestea, utilizatorii nu au răspuns bine la schimbare, plângându-se pe Twitter și Reddit, iar The New York Times a criticat în special Reels, spunând: „Reels nu doar că eșuează în fiecare mod ca un clon al TikTok, dar este confuz, frustrant și imposibil de navigat.”
De asemenea, în 2020, Instagram a lansat o funcție denumită „postări sugerate”, care adaugă postări de la conturi pe care Instagram consideră că utilizatorul le-ar aprecia în feed-ul acestuia. Funcția a stârnit controverse din partea The Verge, care a raportat că postările sugerate ar menține utilizatorii lipiți de feed, oferind Instagram mai mult spațiu publicitar și, în cele din urmă, dăunând sănătății mentale a utilizatorilor, în timp ce executivul Instagram, Julian Gutman, a respins, afirmând că funcția nu era menită să îi țină pe utilizatori lipiți de ecrane. Postările sugerate au generat și mai multe controverse după ce Fast Company a afirmat că funcția ar fi imposibil de dezactivat.
Pe 23 iunie 2021, Instagram a anunțat o modificare de test a funcției „postări sugerate”. Compania va plasa postările sugerate înaintea postărilor de la persoanele pe care utilizatorul le urmărește în feed-ul Instagram, citând primirea pozitivă ca motiv pentru această schimbare.

## Sănătate mintală

### Date interne de la Meta
În 2021, The Wall Street Journal a obținut și a publicat cercetări interne pe care Meta le-a desfășurat de-a lungul mai multor ani. Scurgerea a inclus prezentări care fuseseră văzute de executivii companiei, iar concluziile au fost prezentate CEO-ului Mark Zuckerberg în 2020.
Prezentările interne au arătat că Instagram poate agrava imaginea corporală negativă a tinerilor, fetele adolescente fiind deosebit de vulnerabile. Instagram a avut efecte negative asupra imaginii corporale a unei treimi dintre adolescenți. 20% dintre adolescenți se simt mai rău în legătură cu ei înșiși datorită Instagram, deși 40% se simt mai bine. Două treimi dintre fetele adolescente și 40% dintre băieții adolescenți experimentează comparații sociale negative. Conform cercetărilor scurse, Instagram are un impact mai mare asupra comparațiilor legate de aspect decât TikTok sau Snapchat. 13% dintre utilizatorii britanici și 6% dintre utilizatorii americani adolescenți cu gânduri suicidare își pot lega aceste gânduri de utilizarea Instagram.
Instagram a răspuns la articolul din WSJ, afirmând că „s-a concentrat pe un set limitat de concluzii și le-a prezentat într-o lumină negativă.” Meta a apărat decizia de a nu face publice cercetările sale interne, spunând că acestea au fost „păstrate confidențiale pentru a promova un dialog sincer și deschis și brainstorming intern.” Ca urmare a reacțiilor negative, Meta a anunțat că a „suspendat” dezvoltarea Instagram Kids, un produs destinat copiilor. Compania a declarat că analizează preocupările ridicate de reglementatori și părinți.

### Depresie, anxietate și stres
Khodarahimi și Fathi au găsit dovezi că utilizatorii Instagram prezentau niveluri mai ridicate de simptome depresive și de anxietate comparativ cu neutilizatorii. Cu toate acestea, Frison și Eggermont(2017) au constatat că, atât în cazul băieților, cât și al fetelor, navigarea pe platformă putea prezice prezența simptomelor depresive; aprecierea și postarea nu păreau să aibă efect. În plus, studiul lor a arătat că prezența simptomelor depresive la un utilizator dat putea prezice pozitiv că acesta ar face postări. Studiul a arătat că vizionarea imaginilor cu celebrități și colegi putea face dispoziția femeilor mai negativă.
Într-un studiu din 2021, Mun și Kim au subliniat că utilizatorii Instagram cu o nevoie puternică de aprobat erau mai predispuși să se prezinte fals pe conturile lor de Instagram, ceea ce, la rândul său, a crescut probabilitatea de depresie. Cu toate acestea, depresia a fost atenuată de percepția utilizatorilor asupra popularității lor.
Lub și Trub (2015) au arătat că urmărirea mai multor străini crește comparațiile sociale și simptomele depresive. Mai multe studii au constatat că timpul crescut petrecut pe Instagram crește anxietatea socială și anxietatea legată de trăsăturile personale, aspectul fizic și în special zonele de corp cu stres ridicat. Sherlock și Wagstaff (2019) au arătat că atât numărul de urmăritori, cât și cel al utilizatorilor urmăriți pot crește ușor anxietatea legată de trăsăturile personale. În plus, Moujaes și Verrier(2020) au observat o conexiune între angajamentul online cu influenceri de tip mamă cunoscuți sub numele de InstaMums și anxietatea. Cu toate acestea, Mackson et al. (2019) au sugerat efecte benefice ale utilizării Instagram asupra simptomelor de anxietate.

### Imaginea corpului
Utilizatorii Instagram raportează un nivel mai ridicat de supraveghere a corpului, presiune legată de aspect, patologie asociată cu tulburările de alimentație și satisfacție corporală mai scăzută comparativ cu non-utilizatorii. Mai multe studii au arătat, de asemenea, că utilizatorii care fac mai multe selfie-uri înainte de a posta și cei care se prezintă strategic prin activități precum editarea sau manipularea selfie-urilor raportează niveluri mai ridicate de supraveghere a corpului și nemulțumire față de corp, precum și un statut corporal general mai scăzut. Tiggermann și colaboratorii au arătat că satisfacția față de față poate scădea atunci când cineva petrece mai mult timp editând selfie-uri pentru Instagram. Comentariile legate de aspect pe Instagram pot duce la o nemulțumire mai mare față de propriul corp.

### Singurătatea și excluderea socială
Mackson și colaboratorii (2019) au descoperit că utilizatorii Instagram se simt mai puțin singuri decât non-utilizatorii și că apartenența la Instagram prezice un nivel mai scăzut de singurătate auto-raportată. Un studiu din 2021 realizat de Büttner și Rudert a arătat, de asemenea, că nefiind etichetat într-o fotografie pe Instagram provoacă sentimentul de excludere socială și ostracism, în special pentru cei cu nevoi mai mari de apartenență. Cu toate acestea, Brailovskaia și Margraf (2018) au găsit o relație pozitivă semnificativă între apartenența la Instagram și extraversie, satisfacția vieții și sprijinul social. Studiul lor a arătat doar o asociere negativă marginal semnificativă între apartenența la Instagram și conștiinciozitate. Fioravanti și colaboratorii (2020) au demonstrat că femeile care au făcut o pauză de la Instagram timp de șapte zile au raportat o satisfacție mai mare a vieții comparativ cu femeile care și-au continuat obiceiul de utilizare a Instagramului. Efectele păreau să fie specifice pentru femei, nefiind observate diferențe semnificative pentru bărbați. Relația dintre utilizarea Instagram și frica de a rata ceva (FOMO) a fost confirmată în mai multe studii. Cercetările arată că navigarea pe Instagram prezice comparația socială, care generează FOMO, ceea ce poate duce în cele din urmă la depresie.

### Consumul de alcool
Există o corelație pozitivă mică între intensitatea utilizării Instagram și consumul de alcool, utilizatorii care consumă alcool în exces raportând o intensitate mai mare a utilizării Instagram decât cei care nu consumă. Boyle și colaboratorii (2016) au găsit o relație pozitivă mică spre moderată între consumul de alcool, motivele crescute de consum și comportamentul de consum de alcool în timpul facultății și utilizarea Instagram.

### Tulburări de alimentație
O comparație între utilizatorii de Instagram și non-utilizatori a arătat că băieții cu un cont de Instagram diferă de cei fără cont în ceea ce privește supraevaluarea formei și greutății, sărirea meselor și nivelurile de cogniții legate de alimentația dezechilibrată. Fetele cu un cont de Instagram au diferit de cele fără cont doar în ceea ce privește sărirea meselor; ele aveau, de asemenea, un program de exerciții mai strict, un model care nu a fost întâlnit la băieți. Aceasta sugerează un posibil efect negativ al utilizării Instagram asupra satisfacției legate de corp și a alimentației dezechilibrate pentru ambele sexe. Mai multe studii au identificat o relație pozitivă mică între timpul petrecut pe Instagram și atât internalizarea idealurilor de frumusețe sau musculare, cât și auto-obiectificarea. Atât Appel et al. (2016), cât și Feltman et al. (2017) au găsit o legătură pozitivă între intensitatea utilizării Instagram și atât supravegherea corporală, cât și comportamentele dietetice sau alimentația dezechilibrată.

### Autovătămare
Picardo et al. (2020) a examinat relația dintre postările legate de automutilare și comportamentele efective de automutilare offline și auâ constatat că un astfel de conținut a avut efecte emoționale negative asupra unor utilizatori. Studiul a raportat, de asemenea, dovezi preliminare că postările online afectează comportamentul offline, dar nu a afirmat cauzalitatea. În același timp, s-au sugerat unele beneficii pentru cei care interacționează cu conținutul legat de automutilare online. Instagram a publicat resurse pentru a ajuta utilizatorii care au nevoie de sprijin.

### Dependența de Instagram
Sanz-Blas et al. (2019) au arătat că utilizatorii care simt că petrec prea mult timp pe Instagram raportează niveluri mai ridicate de „dependență” de Instagram, ceea ce, la rândul său, a fost legat de niveluri mai mari de stres auto-raportat induse de aplicație. Într-un studiu care s-a concentrat pe relația dintre diverse nevoi psihologice și „dependența” de Instagram în rândul studenților, Foroughi et al. (2021) au descoperit că dorința de recunoaștere și divertisment erau predictori ai dependenței studenților de Instagram. În plus, studiul a demonstrat că dependența de Instagram a avut un impact negativ asupra performanței academice. De asemenea, Gezgin & Mihci (2020) au constatat că utilizarea frecventă a Instagramului era corelată cu dependența de smartphone.

## Caracteristicile și comportamentul utilizatorului

### Utilizatori

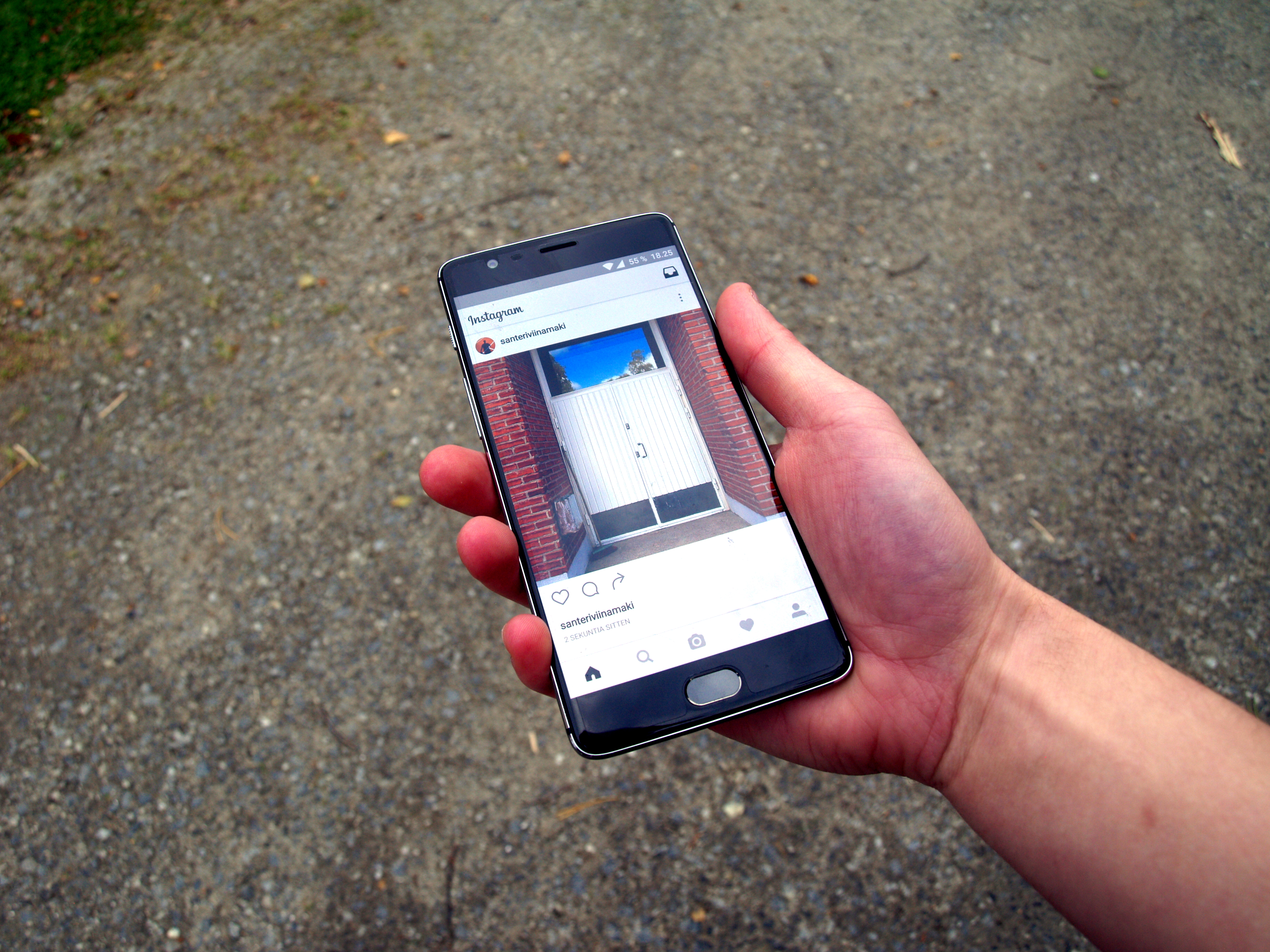
Aplicația Instagram, care rulează pe sistemul de operare Android.

După lansarea din octombrie 2010, Instagram a ajuns la un milion de utilizatori înregistrați în decembrie 2010. În iunie 2011, a anunțat că are 5 milioane de utilizatori, care au crescut la 10 milioane în septembrie. Această creștere a continuat până la 30 de milioane de utilizatori în aprilie 2012, 80 de milioane în iulie 2012, 100 de milioane în februarie 2013, 130 de milioane în iunie 2013, 150 de milioane în septembrie 2013, 300 de milioane în decembrie 2014, 400 de milioane în septembrie 2015, 500 de milioane în iunie 2016, 600 de milioane în decembrie 2016, 700 de milioane în aprilie 2017 și 800 de milioane în septembrie 2017.
În iunie 2011, Instagram a depășit 100 de milioane de fotografii încărcate pe platformă. Aceasta a crescut la 150 de milioane în august 2011, iar până în iunie 2023, erau încărcate peste 50 de miliarde de fotografii pe platformă.
În octombrie 2016, Instagram Stories a atins 100 de milioane de utilizatori activi, la două luni după lansare. Aceasta a crescut la 150 de milioane în ianuarie 2017, 200 de milioane în aprilie, depășind creșterea utilizatorilor Snapchat, și 250 de milioane de utilizatori activi în iunie 2017.
În aprilie 2017, Instagram Direct avea 375 de milioane de utilizatori lunar.
| Rang | Țară                       | Utilizatori    |
| ---- | -------------------------- | -------------- |
| 1    | India                      | 326.6 milioane |
| 2    | Statele Unite ale Americii | 168.6 milioane |
| 3    | Brazilia                   | 132.6 milioane |
| 4    | Indonezia                  | 106.0 milioane |
| 5    | Turcia                     | 56.4 milioane  |
| 6    | Japonia                    | 54.7 milioane  |
| 7    | Mexic                      | 43.8 milioane  |
| 8    | Germania                   | 33.8 milioane  |
| 9    | Regatul Unit               | 33.5 milioane  |
| 10   | Italia                     | 30.3 milioane  |

#### Demografie
Începând din 2014, utilizatorii Instagram sunt împărțiți egal, cu 50% proprietari de iPhone și 50% proprietari de Android. Deși Instagram are un format neutru din punct de vedere al genului, 68% dintre utilizatorii săi sunt femei, iar 32% sunt bărbați. Utilizarea geografică a Instagram favorizează zonele urbane, 17% dintre adulții din SUA care locuiesc în zone urbane folosind Instagram, în timp ce doar 11% dintre adulții din zonele suburbane și rurale fac la fel. Deși Instagram poate părea unul dintre cele mai utilizate site-uri pentru partajarea fotografiilor, doar 7% din încărcările zilnice de fotografii, printre cele patru platforme de partajare a fotografiilor, provin de pe Instagram. S-a dovedit că Instagram atrage tânăra generație, 90% dintre cei 150 de milioane de utilizatori având sub 35 de ani. Între iunie 2012 și iunie 2013, Instagram și-a dublat aproximativ numărul de utilizatori. În ceea ce privește venitul, 15% dintre utilizatorii de internet din SUA care câștigă mai puțin de 30.000 de dolari pe an folosesc Instagram, în timp ce 14% dintre cei care câștigă între 30.000 și 50.000 de dolari și 12% dintre utilizatorii care câștigă mai mult de 50.000 de dolari pe an fac același lucru. În ceea ce privește demografia educațională, respondenții cu o educație universitară incompletă s-au dovedit a fi cei mai activi pe Instagram, reprezentând 23%. Pe locul doi, absolvenții de facultate constituie 18%, iar utilizatorii cu diplomă de liceu sau mai puțin reprezintă 15%. Dintre acești utilizatori de Instagram, 24% afirmă că folosesc aplicația de mai multe ori pe zi.

### Comportamentul utilizatorului
Cercetările în curs continuă să exploreze modul în care conținutul media de pe platformă afectează angajamentul utilizatorilor. Studiile anterioare au descoperit că media care arată fețele oamenilor primesc mai multe "like-uri" și comentarii și că utilizarea filtrelor care cresc căldura, expunerea și contrastul stimulează, de asemenea, angajamentul. Utilizatorii sunt mai predispuși să interacționeze cu imaginile care prezintă mai puține persoane în comparație cu grupurile și, de asemenea, sunt mai predispuși să se angajeze cu conținutul care nu este marcajat cu un filigran, deoarece consideră acest conținut ca fiind mai puțin original și de încredere comparativ cu conținutul generat de utilizatori. Recent, Instagram a venit cu o opțiune pentru utilizatori de a solicita un badge de cont verificat; cu toate acestea, acest lucru nu garantează că fiecare utilizator care aplică va primi bifa albastră de verificare.
Motivele pentru utilizarea Instagram-ului în rândul tinerilor sunt în principal de a viziona postări, în special în scopul interacțiunilor sociale și al recreației. În contrast, nivelul de acord exprimat în crearea postărilor pe Instagram a fost mai scăzut, ceea ce demonstrează că accentul pus de Instagram pe comunicarea vizuală este larg acceptat de tineri în comunicarea socială.

## Primire

### Premii
Instagram a fost finalist pentru "Cea mai bună aplicație mobilă" la TechCrunch Crunchies 2010, în ianuarie 2011. În mai 2011, Fast Company l-a inclus pe CEO-ul Kevin Systrom pe locul 66 în lista "Cei 100 cei mai creativi oameni în afaceri în 2011". În iunie 2011, Inc. i-a inclus pe co-fondatorii Systrom și Krieger în lista "30 Under 30" din 2011.
Instagram a câștigat premiul pentru "Cea mai bună aplicație locală" la SF Weekly Web Awards în septembrie 2011. Numărul din septembrie 2011 al revistei 7x7Magazine i-a avut pe Systrom și Krieger pe coperta ediției "The Hot 20 2011". În decembrie 2011, Apple Inc. a numit Instagram "Aplicația anului" pentru 2011. În 2015, Instagram a fost numită pe locul 1 de către Mashable în lista "Cele mai bune 100 de aplicații iPhone din toate timpurile", subliniind Instagram ca "una dintre cele mai influente rețele sociale din lume". Instagram a fost listată printre "Cele 50 cele mai bune aplicații Android pentru 2013" în revista Time.

### Sănătate mintală
În mai 2017, un sondaj realizat de Royal Society for Public Health din Regatul Unit, la care au participat 1.479 de persoane cu vârste cuprinse între 14 și 24 de ani și care au fost întrebate să evalueze platformele de social media în funcție de anxietate, depresie, singurătate, bullying și imaginea corpului, a concluzionat că Instagram era "cea mai dăunătoare pentru sănătatea mintală a tinerilor". Unii au sugerat că aceasta ar putea contribui la dependența digitală, în timp ce același sondaj a observat și efectele sale pozitive, inclusiv autoexprimarea, autoidentificarea și construirea comunității. Ca răspuns la sondaj, Instagram a declarat că "menținerea Instagram ca un loc sigur și de sprijin pentru tineri este o prioritate principală". Compania filtrează recenziile și conturile. Dacă unele dintre conturi încalcă liniile directoare ale comunității Instagram, va lua măsuri, care pot include interzicerea acestora.
În 2017, cercetători de la Universitatea Harvard și Universitatea din Vermont au demonstrat un instrument de învățare automată care a depășit cu succes rata de succes a diagnosticării depresiei de către practicienii generali. Instrumentul a utilizat analiza culorilor, componentele de metadate și detectarea feței în feed-urile utilizatorilor.
În 2019, Instagram a început să testeze ascunderea numărului de aprecieri pentru postările realizate de utilizatorii săi, această funcție fiind ulterior disponibilă pentru toți. În 2021, Instagram a anunțat că numărul de aprecieri va reveni la a fi vizibil public în mod implicit. Utilizatorii pot alege să dezactiveze această funcție pentru întregul lor feed sau pentru fiecare postare în parte.
Au fost făcute corelații între conținutul de pe Instagram și nemulțumirea față de propriul corp, ca urmare a comparației pe care oamenii o fac cu alți utilizatori. Într-un sondaj recent, jumătate dintre respondenți au recunoscut comportamente de editare a fotografiilor, care au fost legate de preocupările legate de imaginea corporală.
În octombrie 2021, CNN a publicat un articol și interviuri cu două tinere, Ashlee Thomas și Anastasia Vlasova, care au spus că Instagram le-a pus în pericol viețile din cauza efectelor toxice asupra dietelor lor.
În octombrie 2023, 42 de state din SUA au intentat un proces împotriva Instagram și a companiei-mamă Meta, acuzându-le că contribuie la o criză a sănătății mintale în rândul tinerilor din cauza naturii addictive a platformelor. Procesul susține că Meta și unitatea sa Instagram au indus în mod repetat publicul în eroare cu privire la pericolele platformelor sale și au indus în mod conștient copiii și adolescenții în utilizarea compulsivă și adictivă a rețelelor sociale. Reprezentanții Meta au răspuns că sunt dezamăgiți de proces și speră în schimb să continue colaborarea cu alte companii din industrie pentru a crea standarde noi și mai bune pentru aplicațiile utilizate de adolescenți.

#### Comentarii negative
Ca răspuns la comentariile abuzive și negative la fotografiile utilizatorilor, Instagram a făcut eforturi pentru a oferi utilizatorilor mai mult control asupra postărilor lor și asupra câmpului de comentarii aferent. În iulie 2016, a anunțat că utilizatorii vor putea dezactiva comentariile pentru postările lor, precum și controla limbajul folosit în comentarii, introducând cuvinte pe care le consideră ofensatoare, ceea ce va interzice afișarea comentariilor respective. După anunțul din iulie 2016, capacitatea de a interzice cuvinte specifice a început să fie implementată la începutul lunii august pentru celebrități, urmată de utilizatorii obișnuiți în septembrie. În decembrie, compania a început să implementeze posibilitățile pentru utilizatori de a dezactiva comentariile și, pentru conturile private, de a elimina urmăritorii.
În iunie 2017, Instagram a anunțat că va încerca automat să filtreze comentariile ofensatoare, hărțuitoare și „spammy” în mod implicit. Sistemul este construit folosind un algoritm de învățare profundă dezvoltat de Facebook, cunoscut sub numele de DeepText (implementat inițial pe rețeaua socială pentru a detecta comentariile spam), care utilizează tehnici de procesare a limbajului natural și poate filtra și după cuvinte cheie specificate de utilizatori.
În septembrie 2017, compania a anunțat că utilizatorii publici vor putea limita cine poate comenta asupra conținutului lor, cum ar fi doar urmăritorii lor sau persoanele pe care le urmăresc. În același timp, a actualizat filtrul automatizat de comentarii pentru a suporta limbi suplimentare.
În iulie 2019, serviciul a anunțat că va introduce un sistem pentru a detecta proactiv comentariile problematice și a încuraja utilizatorul să-și reconsidere comentariul, precum și oferind utilizatorilor posibilitatea de a „restricționa” capacitatea altora de a comunica cu ei, invocând că utilizatorii mai tineri considerau că sistemul existent de blocare era o escaladare prea mare.
Un studiu din aprilie 2022 realizat de Center for Countering Digital Hate a constatat că Instagram a eșuat să reacționeze la 90% din mesajele directe abuzive (DM) trimise către cinci femei de înaltă profil, în ciuda raportării DM-urilor către moderatori. Participantele studiului au inclus actrița Amber Heard, jurnalista Bryony Gordon, prezentatoarea de televiziune Rachel Riley, activista Jamie Klingler și fondatoarea de revistă Sharan Dhaliwal. Instagram a contestat multe dintre concluziile studiului.

### Cultură
Pe 9 august 2012, muziciana engleză Ellie Goulding a lansat un nou videoclip pentru piesa ei "Anything Could Happen". Videoclipul conținea doar fotografii trimise de fani pe Instagram, care foloseau diverse filtre pentru a reprezenta cuvinte sau versuri din melodie, iar peste 1.200 de fotografii diferite au fost trimise.

### Securitate
În august 2017, au apărut rapoarte conform cărora un bug din instrumentele de dezvoltare ale Instagram a permis „unuia sau mai multor indivizi” să obțină acces la informațiile de contact, în special adresele de email și numerele de telefon, ale mai multor conturi verificate de profil înalt, inclusiv al celui mai urmărit utilizator, Selena Gomez. Compania a declarat într-un comunicat că a „rezolvat rapid bug-ul” și că desfășoară o investigație. Cu toate acestea, luna următoare, au apărut mai multe detalii, un grup de hackeri vânzând informații de contact online, numărul conturilor afectate fiind în „milioane”, mai degrabă decât limitat la conturile verificate așa cum se credea anterior. La câteva ore după atac, a fost postată online o bază de date căutabilă, percepându-se o taxă de 10 dolari per căutare. The Daily Beast a primit un eșantion al conturilor afectate și a putut confirma că, deși multe dintre adresele de email puteau fi găsite cu o căutare pe Google în surse publice, unele nu au returnat rezultate relevante și, prin urmare, proveneau din surse private. The Verge a scris că firma de cibernetică RepKnight a găsit informații de contact pentru mai mulți actori, muzicieni și sportivi, iar contul cântăreței Selena Gomez a fost folosit de hackeri pentru a posta fotografii nud cu fostul ei iubit, Justin Bieber. Compania a recunoscut că „nu putem determina care conturi specifice ar fi putut fi afectate”, dar credea că „era un procent mic de conturi Instagram”, deși TechCrunch a declarat în raportul său că șase milioane de conturi au fost afectate de hack, adăugând că „Instagram deservește mai mult de 700 de milioane de conturi; șase milioane nu este un număr mic”.
În 2019, Apple a retras o aplicație care permitea utilizatorilor să urmărească oameni pe Instagram prin colectarea de date de pe conturi.
Iranul blochează Instagram prin DPI.

### Proprietatea conținutului
Pe 17 decembrie 2012, Instagram a anunțat o modificare a politicii sale de Termeni și condiții, adăugând următoarea propoziție:
„Pentru a ne ajuta să livrăm conținut sau promoții interesante plătite sau sponsorizate, ești de acord că o afacere sau o altă entitate poate să ne plătească pentru a-ți afișa numele de utilizator, asemănarea, fotografiile (împreună cu orice metadate asociate) și/sau acțiunile pe care le întreprinzi, în legătură cu conținutul sau promoțiile plătite sau sponsorizate, fără nicio compensație pentru tine.”
Nu exista opțiunea pentru utilizatori de a renunța la noii Termeni și condiții fără a-și șterge conturile înainte ca noua politică să intre în vigoare pe 16 ianuarie 2013. Această mișcare a generat critici severe din partea utilizatorilor, determinându-l pe CEO-ul Instagram, Kevin Systrom, să scrie o postare pe blog a doua zi, anunțând că vor „elimina” limbajul problematic din politică. Citat fiind despre interpretările greșite legate de intenția sa de a „comunica faptul că dorim să experimentăm cu publicitate inovatoare care se simte adecvată pe Instagram”, Systrom a mai declarat că „este greșeala noastră că acest limbaj este confuz” și că „nu este intenția noastră să vândem fotografiile tale”. În plus, a scris că vor lucra la „un limbaj actualizat în termeni pentru a se asigura că acest lucru este clar”.
Schimbarea politicii și reacția ei au determinat servicii de fotografii concurente să folosească ocazia pentru a „încerca să atragă utilizatorii”, promovând serviciile lor prietenoase cu confidențialitatea, iar unele servicii au experimentat creșteri substanțiale în impuls și numărul de utilizatori după această veste. Pe 20 decembrie, Instagram a anunțat că secțiunea de publicitate a politicii va fi readusă la versiunea sa originală din octombrie 2010. The Verge a scris și despre această politică, notând totuși că politica originală oferă companiei dreptul de a „plasa astfel de publicitate și promoții pe serviciile Instagram sau în legătură cu conținutul tău”, ceea ce înseamnă că „Instagram a avut întotdeauna dreptul de a folosi fotografiile tale în reclame, aproape în orice mod vrea. Am fi putut avea exact aceeași reacție de panică săptămâna trecută, acum un an sau în ziua în care Instagram a fost lansat”.
Actualizarea politicii a introdus, de asemenea, o clauză de arbitraj, care a rămas chiar și după ce limbajul referitor la publicitate și conținutul utilizatorului a fost modificat.

### Achiziția Facebook ca o încălcare a legii antitrust din SUA
Profesorul de la Columbia Law School, Tim Wu, a susținut prezentări publice în care explică faptul că achiziția Instagram de către Facebook în 2012 a fost o infracțiune. Pe 26 februarie 2019, New York Post a publicat un articol în care afirma că FTC a descoperit o notă redactată de un oficial senior al Facebook, care revela că scopul achiziției Instagram era eliminarea unui rival potențial. Wu explică că aceasta este o încălcare a legii antitrust din SUA (vezi monopol). Wu a declarat că acest document era un email direct de la Mark Zuckerberg, în timp ce articolul Post menționase că sursa lor a refuzat să spună dacă executivul de rang înalt era CEO-ul.

### Reclamă algoritmică cu amenințare
În 2016, Olivia Solon, o reporteră de la The Guardian, a postat un screenshot pe profilul ei de Instagram cu un email pe care îl primise, conținând amenințări. Postarea foto a primit trei aprecieri și nenumărate comentarii, iar în septembrie 2017, algoritmii companiei au transformat fotografia într-o reclamă vizibilă pentru sora lui Solon. Un purtător de cuvânt al Instagram a cerut scuze și a declarat pentru The Guardian că „Ne pare rău că s-a întâmplat acest lucru – nu este experiența pe care dorim să o aibă cineva. Această postare de notificare a fost supusă unei eforturi de a încuraja interacțiunea pe Instagram. Postările sunt în general văzute de un procent mic din prietenii unei persoane de pe Facebook.” Așa cum a fost menționat de media tehnologică, incidentul a avut loc în aceeași perioadă în care compania mamă, Facebook, era sub supraveghere pentru algoritmii și campaniile sale publicitare utilizate în scopuri ofensive și negative.

### Exploatare umană
În mai 2021, The Washington Post a publicat un raport detaliind o „piață neagră” a agenților de angajare neautorizați care atrăgeau muncitori migranți din Africa și Asia în servitute indigenă ca menajere în țările din Golf Persic, folosind postări pe Instagram care conțineau informațiile lor personale (inclusiv, în unele cazuri, numerele de pașaport) pentru a-i promova. Instagram a șters 200 de conturi care fuseseră raportate de Post, iar un purtător de cuvânt a declarat că Instagram ia această activitate „extrem de în serios”, a dezactivat 200 de conturi identificate de Post ca fiind implicate în aceste activități și continua să lucreze la sisteme pentru a detecta și dezactiva automat conturile care se angajează în exploatarea umană.

### Actualizări din iulie 2022
În iulie 2022, Instagram a anunțat un set de actualizări care au primit imediat o reacție puternică din partea utilizatorilor săi. Schimbările au inclus un feed mai concentrat pe algoritmii de conținut ai Instagram, postări foto și video pe ecran complet și schimbarea formatului tuturor videoclipurilor sale în Reels. Cele mai mari critici la adresa acestor actualizări au fost că Instagram semăna mai mult cu TikTok decât cu o platformă de partajare a fotografiilor. Controversa a început de la o postare pe Instagram și o petiție Change.org creată de fotografa Tati Bruening (sub numele de utilizator @illumitati) pe 23 iulie 2022, care conținea declarația „Faceți Instagram Instagram din nou. (opriți-vă din a încerca să fiți TikTok; vreau doar să văd fotografii drăguțe cu prietenii mei.) Cu sinceritate, toată lumea.” Postarea și petiția au câștigat atenția mediatică după ce influencerii Kylie Jenner și Kim Kardashian au redistribuit postarea pe Instagram; ulterior, postarea originală a obținut peste 2 milioane de aprecieri pe Instagram și peste 275.000 de semnături pe Change.org. Instagram a renunțat la actualizare pe 28 iulie, cu Meta afirmând: „Recunoaștem că schimbările din aplicație pot fi o ajustare și, deși credem că Instagram trebuie să evolueze pe măsură ce lumea se schimbă, dorim să ne luăm timpul necesar pentru a ne asigura că facem asta corect.” În ciuda eforturilor repetate ale Meta de a face Instagram să semene și să funcționeze mai mult ca TikTok, implicarea utilizatorilor a continuat să rămână mult în urma rivalului său în 2022.

### Folosirea propagandei
Instagram a fost folosit în scopuri de propagandă de o varietate de țări pentru motive diferite. Aceste motive pot include promovarea internă a anumitor obiective și/sau a obiectivelor de politică externă. În timpul invaziei rusești a Ucrainei din 2022, Instagram a fost utilizat în scopuri de propagandă.

## Cenzură și conținut restricționat

### Droguri ilicite
Instagram a fost subiectul criticilor din cauza utilizatorilor care publicau imagini cu droguri pe care le vindeau pe platformă. În 2013, BBC a descoperit că utilizatorii, majoritatea localizați în Statele Unite, postau imagini cu droguri pe care le vindeau, atașând hashtaguri specifice și apoi finalizând tranzacțiile prin aplicații de mesagerie instantanee precum WhatsApp.
Totuși, noi incidente de trafic ilegal de droguri au avut loc după revelația din 2013, compania-mamă Facebook, Inc., cerând utilizatorilor care întâlnesc astfel de conținut să raporteze materialul, moment în care o „echipă dedicată” revizuiește informațiile.
În 2019, Facebook a anunțat că influencerii nu mai pot publica promoții pentru produse de tip vape, tutun și arme pe Facebook și Instagram.

### Cenzura pe țări

#### America
În SUA, există o reglementare guvernamentală relativ redusă a conținutului de pe rețelele sociale, majoritatea eliminărilor de conținut având loc pe o bază voluntară din partea companiilor. O excepție a fost în ianuarie 2020, când Instagram și compania sa-mamă, Facebook, Inc., au eliminat postări „care exprimau sprijin pentru comandantul iranian ucis Qasem Soleimani pentru a respecta sancțiunile impuse de SUA”.

#### China
Instagram a fost blocat de China după protestele din Hong Kong din 2014, deoarece multe confruntări cu poliția și incidente care au avut loc în timpul protestelor au fost înregistrate și fotografiate. Hong Kong și Macau nu au fost afectate, deoarece fac parte din regiuni administrative speciale ale Chinei.

#### Turcia
Pe 2 august 2024, Instagram a fost interzis de Autoritatea pentru Informații și Tehnologia Comunicațiilor din Turcia după asasinarea lui Ismail Hanieh. Interdicția a durat 9 zile și a fost ridicată pe 10 august 2024, Instagram acceptând cerințele guvernului și convenind să colaboreze cu autoritățile.

#### Coreea De Nord
La câteva zile după un incident de incendiu care a avut loc la Hotelul Koryo din Coreea de Nord pe 11 iunie 2015, autoritățile au blocat Instagram pentru a preveni răspândirea fotografiilor legate de incident.

#### Iran
Instagram a fost unul dintre ultimele site-uri de socializare globale disponibile gratuit în Iran. Conform IFJ, Instagram este popular printre iranieni deoarece este văzut ca o ieșire pentru libertate și o „fereastră către lume”. Cu toate acestea, guvernul iranian a condamnat cetățeni la închisoare pentru postările făcute pe conturile lor de Instagram. Guvernul iranian a blocat Instagram periodic în timpul protestelor anti-guvernamentale din 2019-2020. În iulie 2021, Instagram a cenzurat temporar videoclipurile care conțineau expresia „moarte lui Khamenei”.
Începând cu septembrie 2022, a fost blocat permanent, împreună cu WhatsApp, cu o excepție făcută pentru turiști și corporații care solicită utilizarea sa.

#### Cuba
Guvernul cubanez a blocat accesul la mai multe platforme de socializare, inclusiv Instagram, pentru a curma răspândirea informațiilor în timpul protestelor din Cuba din 2021.

#### Rusia
Pe 11 martie 2022, Rusia a anunțat că va interzice Instagram din cauza unor presupuse "apeluri la violență împotriva trupelor ruse" pe platformă, în contextul invaziei ruse în Ucraina din 2022. Pe 14 martie, interdicția a intrat în vigoare, iar aproape 80 de milioane de utilizatori au pierdut accesul la Instagram.

## Moderarea conținutului
Ca și multe alte site-uri de socializare, Instagram folosește o combinație de algoritmi automatizați, rapoarte ale utilizatorilor și revizuiri umane pentru a identifica și elimina conținutul ilegal, cum ar fi abuzul asupra copiilor și încurajarea terorismului. Sistemul are, de asemenea, ca scop identificarea cyberbullying-ului, discursului de ură și dezinformării.
Deși guvernul american are puțină putere directă de a forța site-urile de socializare să elimine conținut specific, Instagram a acționat ocazional de bunăvoie, în special pentru a evita să fie văzut ca sprijinind răspândirea de știri false. Pe 30 octombrie 2020, Instagram a eliminat temporar tab-ul "recent" de pe paginile hashtag-urilor pentru a preveni răspândirea dezinformării legate de alegerile prezidențiale din Statele Unite din 2020. Pe 7 ianuarie 2021, în urma atacului asupra Capitoliului de către susținătorii fostului președinte Donald Trump, contul lui Trump a fost interzis pe Instagram "pe o perioadă nedeterminată". Zuckerberg a afirmat: "Credem că riscurile de a-i permite președintelui să continue să folosească serviciul nostru în această perioadă sunt pur și simplu prea mari."
Instagram a fost criticat în India pentru că nu a luat măsuri împotriva conținutului homofob și transfofob. Potrivit activistului LGBT Indrajeet Ghorpade, "conținutul homofob plin de ură în engleză este eliminat, dar același lucru în limbile indiene este lăsat să rămână pe platformă... deși am semnalat conținutul plin de ură și homofob, nu s-a luat nicio măsură." În 2023, un artist queer de 16 ani a murit, potrivit unor informații, prin sinucidere după ce a primit mii de comentarii de ură pe Instagram.

## Statistici
| Nume & Username                         | Urmăritori  | Profesie                                | Țară          |
| --------------------------------------- | ----------- | --------------------------------------- | ------------- |
| #1 Cristiano Ronaldo (@cristiano)       | 640 million | Fotbalist                               | Portugalia    |
| #2 Lionel Messi (@leomessi)             | 504 million | Fotbalist                               | Argentina     |
| #3 Selena Gomez (@selenagomez)          | 424 million | Cântăreață, actriță                     | America       |
| #4 Kylie Jenner (@kyliejenner)          | 396 million | Vedetă de reality TV, femeie de afaceri | America       |
| #5 Dwayne "The Rock" Johnson (@therock) | 395 million | Actor, producător, luptător pensionar   | United States |
| #6 Ariana Grande (@arianagrande)        | 376 million | Cântăreață, actriță                     | America       |
| #7 Kim Kardashian West (@kimkardashian) | 360 million | Vedetă de reality TV, femeie de afaceri | America       |
| #8 Beyoncé (@beyonce)                   | 316 million | Cântăreață, actriță, femeie de afaceri  | America       |
| #9 Khloé Kardashian (@khloekardashian)  | 306 million | Cântăreață, actriță, femeie de afaceri  | America       |
| #10 Justin Bieber (@justinbieber)       | 294 million | Cântăreață                              | Canada        |

În prezent, fotografia cu cele mai multe aprecieri pe Instagram este un carusel de imagini cu fotbalistul Lionel Messi, sărbătorind câștigarea Cupei Mondiale FIFA 2022. Postarea a acumulat peste 75 de milioane de aprecieri.
În 2022, Instagram a fost a doua cea mai descărcată aplicație mobilă a anului.